# Fusion deutérium-tritium

La réaction de fusion deutérium-tritium.

La fusion deutérium-tritium (parfois abrégée DT) est un type de réaction nucléaire au cours de laquelle un noyau de deutérium fusionne avec un noyau de tritium, produisant un noyau d'hélium 4, un neutron libre et 17,6 MeV d'énergie. C'est le type de fusion nucléaire le plus efficace pour les dispositifs visant à produire de l'énergie de fusion.
Le tritium est radioactif et coûteux à produire. Pour pallier ces inconvénients, il est en général envisagé de placer une « couverture fertile » de lithium  sur les parois internes d'un futur réacteur à fusion, car le lithium, lorsqu'il est exposé à des neutrons énergétiques, produit du tritium qui peut ainsi réapprovisionner le carburant consommé lors des réactions de fusion.

## Concept
Au cours d'une réaction de fusion deutérium-tritium, un noyau de deutérium fusionne avec un noyau de tritium, produisant un noyau d'hélium 4 (particule alpha), un neutron libre et 17,6 MeV d'énergie. Cette énergie provient de la différence de masse de 0,02 u entre les réactifs et les produits de la réaction. La quantité d'énergie obtenue est décrite par l'équivalence masse-énergie : {\displaystyle E=mc^{2}}. De cette énergie, 80 % (14,1 MeV) est fournie au neutron sous forme d'énergie cinétique. Le neutron se déplace à 1⁄6 de la vitesse de la lumière. Le reste de l'énergie (3,5 MeV) est fournie au noyau d'hélium.

## Approvisionnement en réactifs
Dans l'eau de mer, environ 1 atome d'hydrogène sur 5 000 est du deutérium, ce qui rend facile son acquisition,.
Le tritium est radioactif, hautement bioactif et hautement mobile. Il est donc difficile de le trouver dans la nature et il représente un problème de sécurité important, ce qui augmente les coûts de conception et d'exploitation d'un réacteur. Pour contourner ces contraintes, il est possible d'exposer du lithium, plus facilement disponible, aux neutrons énergétiques émis par la réaction deutérium-tritium. Le bombardement du lithium par les neutrons produit des noyaux de tritium,. Le moyen le plus couramment envisagé pour produire le tritium nécessaire à un future réacteur à fusion est de placer une « couverture fertile » de lithium le long des parois internes des réacteurs, de sorte que les neutrons libres, créés par les réactions de fusion deutérium-tritium, réagissent avec elle pour produire du tritium qui peut ainsi réapprovisionner le carburant consommé par les réactions de fusion,. Le tritium peut également être obtenu à partir du deutérium contenu dans l'eau lourde (oxyde de deutérium) dans certains réacteurs à fission nucléaire.

## Utilisation dans les réacteurs à fusion
Il est prévu d'utiliser la fusion deutérium-tritium dans le projet ITER. La fusion DT offre de nombreux avantages par rapport aux autres types de fusion, d'une part parce que la température minimale permettant la réaction est de 100 millions de degrés Celsius, ce qui est relativement bas par rapport aux autres réactions de fusion telles que D-D ou p-B; et d'autre part parce que la probabilité de réaction est très nettement supérieure à celle de ces autres réactions.